# Minnesota Timberwolves
Minnesota Timberwolves američka profesionalna košarkaška momčad iz grada Minneapolis, Minnesota. Momčad je osnovana 1989.g. i u NBA ligi počela je nastupati u sezoni 1989./90.g. Momčad nastupa od 1990.g. u dvorani Target Center (prije toga u dvorani Metrodome).

## Vanjske poveznice
- (engl.)Minnesota Timberwolves službene internet stranice